# Живописец A
Живописец A (Pictor A) — радиогалактика в созвездии Живописца на расстоянии около 480 млн световых лет от Солнца.. В центре галактики находится сверхмассивная чёрная дыра. Данная галактика исследовалась в рентгеновских лучах космическим телескопом Chandra и в радиодиапазоне телескопами ATCA.
Вблизи сверхмассивной чёрной дыры возникают две противоположно направленные струи частиц, движущихся с релятивистскими скоростями, простирающиеся на 300 тыс. световых лет, что примерно в три раза превышает размеры нашей галактики. Одна из двух струй видна лучше, поскольку направлена в сторону нашего луча зрения, другая струя кажется более слабой. Струи также создают две гигантских радиолопасти из газа.
Вероятно, рентгеновское излучение возникает вследствие синхротронного излучения при движении электронов по спиральным траекториям вдоль линий магнитного поля..

## Галерея

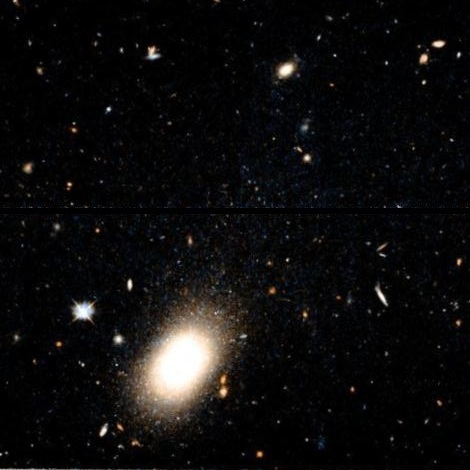
Живописец A (изображение с телескопа «Хаббл»)
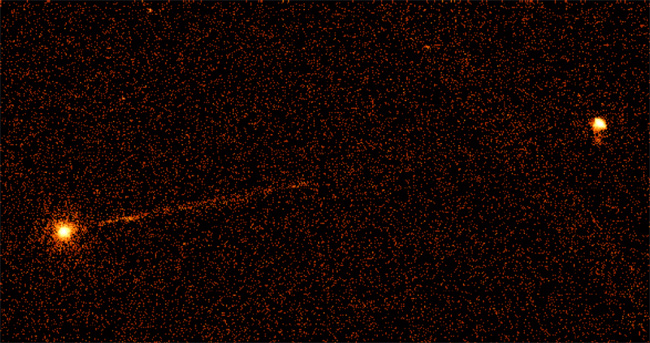
Две струи, выходящие из центра галактики